# Bloomingdale (Geòrgia)
Bloomingdale és una població dels Estats Units a l'estat de Geòrgia. Segons el cens del 2000 tenia 2.665 habitants.

## Demografia
Segons el cens del 2000, Bloomingdale tenia 2.665 habitants, 1.001 habitatges, i 752 famílies. La densitat de població era de 78,1 habitants per km².
Dels 1.001 habitatges en un 34,4% hi vivien nens de menys de 18 anys, en un 59% hi vivien parelles casades, en un 11,4% dones solteres, i en un 24,8% no eren unitats familiars. En el 20,4% dels habitatges hi vivien persones soles el 8,9% de les quals corresponia a persones de 65 anys o més que vivien soles. El nombre mitjà de persones vivint en cada habitatge era de 2,65 i el nombre mitjà de persones que vivien en cada família era de 3,05.
Per edats la població es repartia de la següent manera: un 26,9% tenia menys de 18 anys, un 9% entre 18 i 24, un 30,2% entre 25 i 44, un 23,5% de 45 a 60 i un 10,3% 65 anys o més.
L'edat mediana era de 35 anys. Per cada 100 dones de 18 o més anys hi havia 100,6 homes.
La renda mediana per habitatge era de 44.300 $ i la renda mediana per família de 49.205 $. Els homes tenien una renda mediana de 42.073 $ mentre que les dones 23.261 $. La renda per capita de la població era de 21.771 $. Entorn del 6% de les famílies i el 7,7% de la població estaven per davall del llindar de pobresa.

## Poblacions més properes
El següent diagrama mostra les poblacions més properes.